# Kopropraksja
Kopropraksja – zaburzenie ruchowe polegające na mimowolnym, nagłym okazywaniu nieprzyzwoitych gestów. Jest charakterystycznym objawem zespołu Tourette’a, lecz może także występować w schizofrenii lub nerwicach natręctw.